# Мустафаєва Наталія Василівна
Ната́лія Віталіївна Мустафа́єва (до шлюбу Ляльчук, 11 серпня 1985, м. Рівне, Українська РСР, СРСР) — українська та азербайджанська (у 2011—2012 роках) веслувальниця. Майстер спорту України міжнародного класу.

## Життєпис
Змалку займалася різними видами спорту — баскетболом, тхеквондо, легкою атлетикою.
2005 року закінчила Юридичну академію Міністерства внутрішніх справ України.
У 2005—2007 роках — спортсменка-інструкторка штатної збірної команди України з легкої атлетики.
Від 2005 року — в академічному веслуванні.
2007 року зайняла четверте місце на молодіжному чемпіонаті світу U-23 у парній четвірці.
У складі олімпійської збірної України на XXIX Олімпійських іграх 2008 року в Пекіні. У фінальному заїзді четвірки парної серед жінок на 2 км Світлана Спірюхова, Олена Олефіренко, Наталія Ляльчук і Тетяна Колеснікова стали четвертими, програвши команді Німеччини 0,46 с (6:20.02).
У парній четвірці стала чемпіонкою Європи 2008 року (Світлана Спірюхова, Тетяна Колеснікова, Олена Олефіренко, Наталія Ляльчук).
2010 року була п'ятою на етапі Кубку світу і шостою на чемпіонаті Європи в двійках парних.
У 2011—2012 роках виступала за Азербайджан.
Зайняла третє місце на етапі Кубка світу в Белграді 2012 року.
Виступаючи за збірну Азербайджану на XXX Олімпійських іграх 2012 року, зайняла 12-те місце.